# 사라 스튜어트
사라 스튜어트(영어: Sara Stewart, 1966년 6월 28일 ~ )는 영국의 연극 배우, 영화배우, 텔레비전 배우이다.

## 방송
- 홀비시티 시즌21
- 홀비시티 시즌20
- 닥터 포스터
- 쿼크
- 홀비시티 시즌7